# Südschwarzwald (Vogelschutzgebiet)

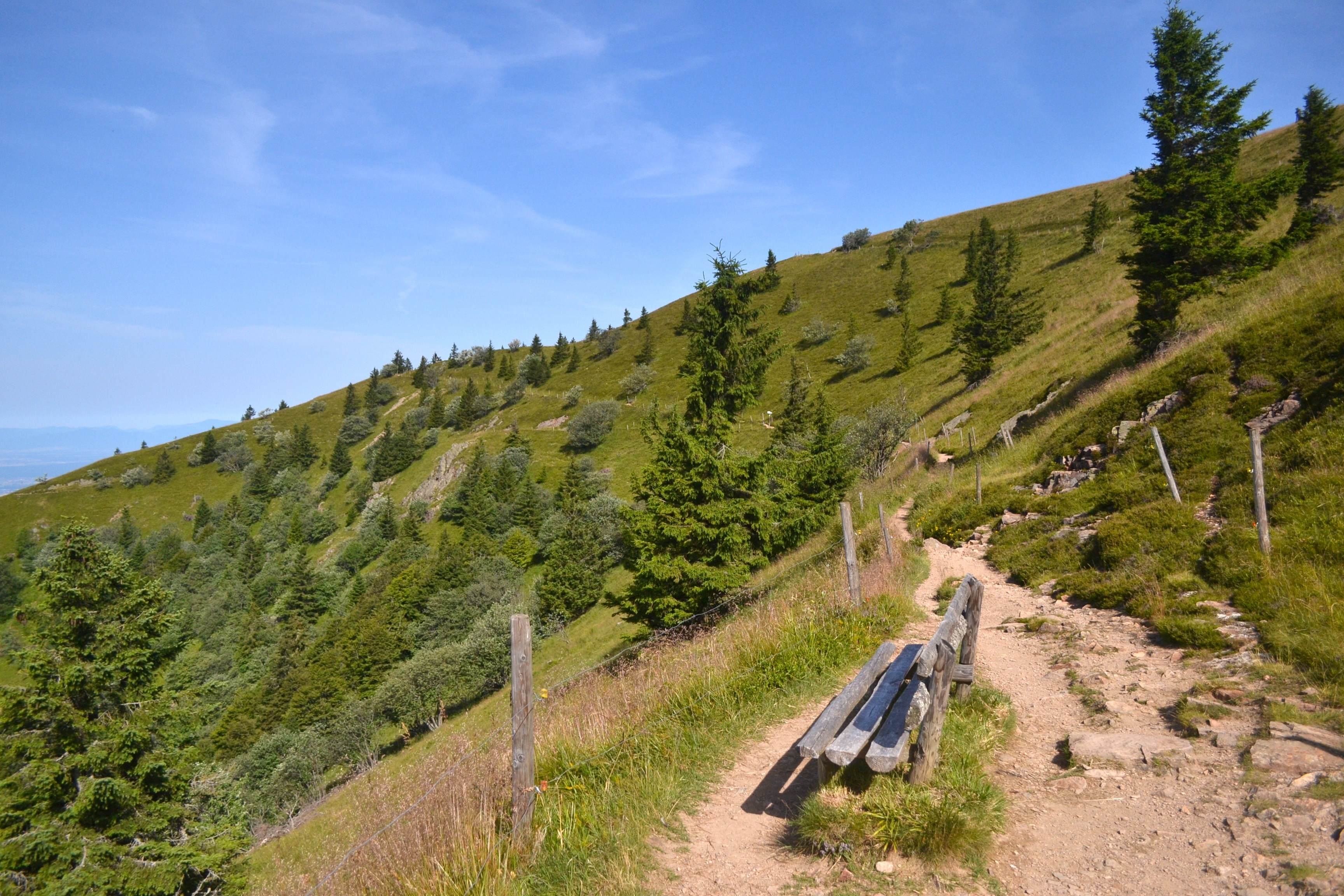
Am Belchen

Das Vogelschutzgebiet Südschwarzwald ist ein 2007 eingerichtetes und mit Verordnung vom 5. Februar 2010 durch das Ministerium für Ernährung und Ländlichen Raum festgelegtes Europäisches Vogelschutzgebiet (Schutzgebietskennung DE-8114-441) im Südschwarzwald in Gebieten der baden-württembergischen Land- und Stadtkreise Breisgau-Hochschwarzwald, Freiburg, Lörrach und Waldshut in Deutschland.

## Lage
Das rund 33.516 Hektar (ha) große Vogelschutzgebiet „Südschwarzwald“ verteilt sich auf zehn Städte und 30 Gemeinden in den vier Land- und Stadtkreisen
- Breisgau-Hochschwarzwald (9.477,8 ha)
  - Gemeinden Bollschweil (10,76 ha), Breitnau (359,86 ha), Buchenbach (37,91 ha), Feldberg (1.036,58 ha), Hinterzarten (844,97 ha), Münstertal (902,82 ha), Oberried (3.666,98 ha) und Schluchsee (2.603,52 ha)
  - Stadt Müllheim (14,45 ha)
- Freiburg im Breisgau (329,7 ha)
- Lörrach (9.900,7 ha)
  - Gemeinden Aitern (498,32 ha), Böllen (152,87 ha) Fröhnd (485,98 ha), Häg-Ehrsberg (394,68 ha), Kleines Wiesental (1.506,74 ha), Schönenberg (538,84 ha), Tunau (341,13 ha), Utzenfeld (286,16 ha), Wembach (1,37 ha) und Wieden (193,32 ha)
  - Städte Schönau (996,13 ha), Schopfheim (130,61 ha), Todtnau (4.372,85 ha) und Zell im Wiesental (1,71 ha)
- Waldshut (13.807,7 ha)
  - Gemeinden Albbruck (297,02 ha), Bernau (2.735,27 ha), Dachsberg (1.093,66 ha), Görwihl (701,72 ha), Grafenhausen (404,10 ha), Häusern (231,36 ha), Herrischried (320,51 ha), Höchenschwand (309,29 ha), Ibach (1.179,22 ha), Todtmoos (270,91 ha), Ühlingen-Birkendorf (705,31 ha) und Weilheim (308,62 ha)
  - Städte Bonndorf (840,78 ha), Sankt Blasien (3.779,56 ha), Waldshut-Tiengen (169,12 ha) und Wehr (461,25 ha)

## Beschreibung
Beschrieben wird das Gebiet „Südschwarzwald“ als „ein zu 75 Prozent bewaldeter Naturraum zwischen Höllental und Hochrhein mit Schauinsland, Feldberg – höchster Berg Baden-Württembergs, Belchen, Gletscherkessel Präg, Oberem Hotzenwald, Wehratal, Albtal, Schwarza-/Schlücht-Tal“.

### Lebensraumklassen
|                                                         |                                                         |  |      |      |
| Mischwald                                               | Mischwald                                               |  | 56 % | 56 % |
| Nadelwald                                               | Nadelwald                                               |  | 24 % | 24 % |
| Binnengewässer, stehend und fließend                    | Binnengewässer, stehend und fließend                    |  | 1 %  | 1 %  |
| Melioriertes Grünland, Trockenrasen, Heide, Gestrüpp    | Melioriertes Grünland, Trockenrasen, Heide, Gestrüpp    |  | 16 % | 16 % |
| Heide, Steppe, Trockenrasen                             | Heide, Steppe, Trockenrasen                             |  | 2 %  | 2 %  |
| Binnenlandfelsen, Geröll- und Schutthalden, Sandflächen | Binnenlandfelsen, Geröll- und Schutthalden, Sandflächen |  | 1 %  | 1 %  |
|                                                         |                                                         |  |      |      |

### Bedeutung
Das Vogelschutzgebiet „Südschwarzwald“ mit reichem glazialen Formenschatz und Allmendweiden gilt als „wichtigstes Brutgebiet für Dreizehenspecht und Zippammer in Baden-Württemberg und eines der bedeutendsten Brutgebiete für Auerhuhn, Berglaubsänger, Haselhuhn, Ringdrossel, Schwarzspecht, Wanderfalke, Zitronengirlitz, Sperlings- und Raufußkauz in Baden-Württemberg.“

## Schutzzweck
Die gebietsbezogenen Erhaltungsziele sind je nach Art unterschiedlich beschrieben:

### Brutvögel
Brutvogelarten, die im Anhang I der Vogelschutzrichtlinie aufgelistet und für die in ganz Europa besondere Maßnahmen anzuwenden sind. In diese Kategorie fallen in Baden-Württemberg insgesamt 39 Arten.

#### Auerhuhn(Tetrao urogallus)

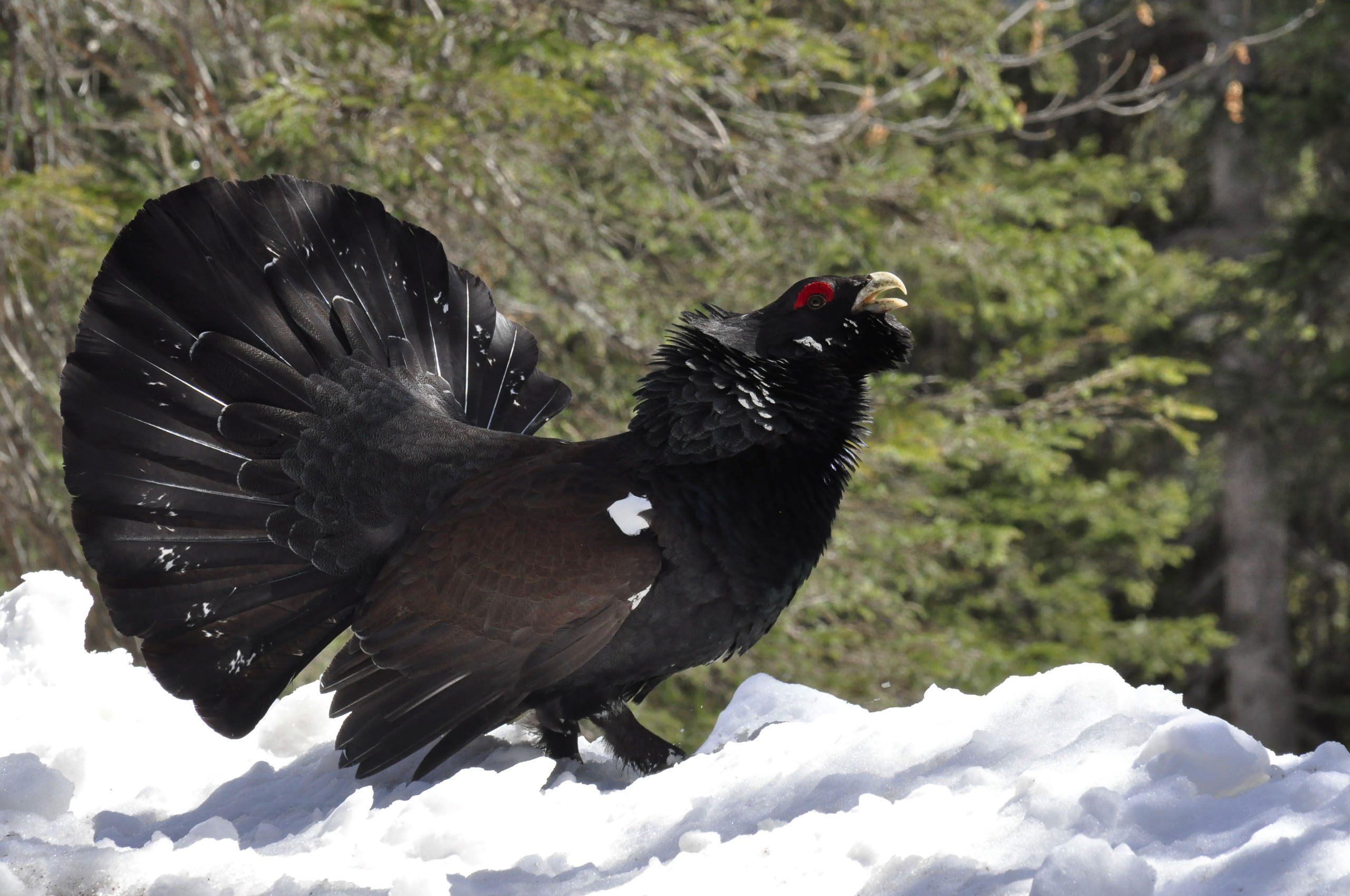
Auerhuhn

Erhaltung von lichten, mehrschichtigen und strukturreichen Nadel- oder Mischwäldern, insbesondere mit Anteilen von Tanne und Buche sowie einer gut entwickelten beerstrauchreichen Bodenvegetation, von Beständen mit Altholzstrukturen, von randlinienreichen Strukturen in Form von häufigen Wechseln zwischen dichten und lichten Bestandesteilen sowie Bestandeslücken, von Schlafbäumen, von Bodenaufschlüssen zur Aufnahme von Magensteinchen und zum Staubbaden, von Biotopverbundkorridoren oder Trittsteinhabitaten zwischen besiedelten Waldgebieten, Erhaltung der anmoorigen Standorte und Balzplätze, der Lebensräume ohne Gefahrenquellen wie Drahtzäune und Windkraftanlagen, der genetischen Ausstattung der angestammten Population, die an die hiesigen Lebensbedingungen angepasst ist, Erhaltung des Nahrungsangebots, insbesondere mit Insekten für Jungvögel, Kiefern- und Fichtennadeln im Herbst und Winter, Blatt- und Blütenknospen von Laubbäumen im Frühjahr, Kräutern, Gräsern und Beeren im Sommer und Frühherbst sowie Erhaltung störungsfreier oder zumindest störungsarmer Fortpflanzungs- und Ruhestätten sowie Nahrungshabitate während der Zeiten besonderer Empfindlichkeit (1. März bis 15. Juli) und störungsfreier oder zumindest störungsarmer Rückzugsräume im Winter.

#### Dreizehenspecht(Picoides tridactylus)

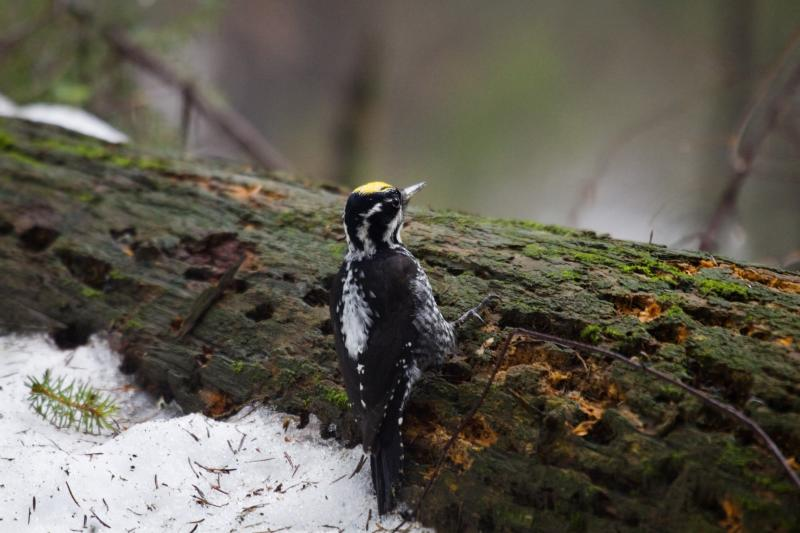
Dreizehenspecht

Erhaltung von Nadelwäldern bzw. Bergmischwäldern der montanen und hochmontanen Stufe, von Bereichen mit natürlicher Walddynamik einschließlich Zerfallsstadien, von Altbäumen, Altholzinseln und Bäumen mit Höhlen, Erhaltung einer nachhaltigen Ausstattung mit Totholz, insbesondere von stehendem Totholz sowie Erhaltung des Nahrungsangebots, insbesondere mit Holzkäferlarven und -puppen.

#### Grauspecht(Picus canus)
Erhaltung von reich strukturierten lichten Laub- und Laubmischwäldern mit Offenflächen zur Nahrungsaufnahme, von Auenwäldern, von extensiv bewirtschafteten Streuobstwiesen, Erhaltung der Magerrasen, mageren Mähwiesen oder Viehweiden, Erhaltung von Randstreifen, Rainen, Böschungen und gesäumten gestuften Waldrändern, von Altbäumen und Altholzinseln, von Totholz, insbesondere von stehendem Totholz, Erhaltung der Bäume mit Großhöhlen sowie des Nahrungsangebots.

#### Haselhuhn(Tetrastes bonasia)

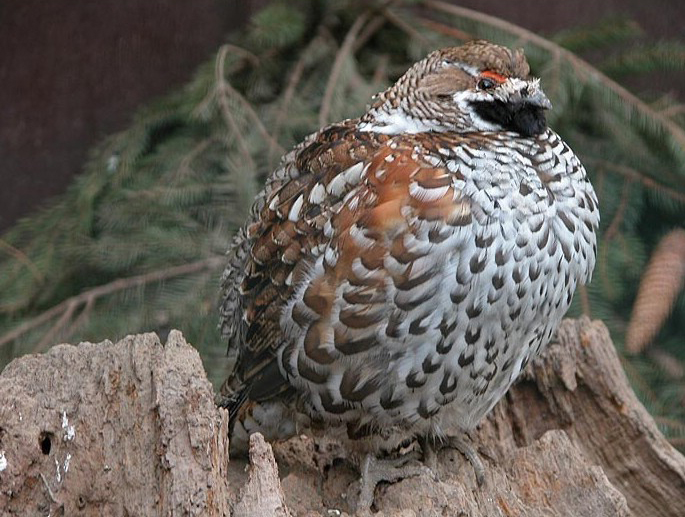
Haselhuhn

Erhaltung von strukturreichen mehrschichtigen Wäldern, die junge Stadien der Waldsukzession mit Weich- oder Pionierlaubhölzern aufweisen, Erhaltung von Niederwaldsukzession, von bach- und wegebegleitenden Laubbaumbeständen als wichtiges Element von Biotopverbundachsen, Erhaltung von krautreichen Wegrandstrukturen, von Bestandeslücken mit Bodenvegetation, von einzelnen tief beasteten Nadelhölzern und kleineren Nadelholzdickungen, von Bodenaufschlüssen zur Aufnahme von Magensteinchen und zum Staubbaden, Erhaltung der Lebensräume ohne Gefahrenquellen wie Drahtzäune und Windkraftanlagen, Erhaltung der genetischen Ausstattung der angestammten Population, die an die hiesigen Lebensbedingungen angepasst ist, Erhaltung des Nahrungsangebots, insbesondere mit Blütenkätzchen, Laubbaumknospen, Kräutern, Gräsern und Beeren für Altvögel sowie Insekten für Jungvögel und die Erhaltung störungsfreier oder zumindest störungsarmer Fortpflanzungs- und Ruhestätten sowie Nahrungshabitate während der Zeiten besonderer Empfindlichkeit (15. März bis 15. Juli) und störungsfreier oder zumindest störungsarmer Rückzugsräume im Winter.

#### Heidelerche(Lullula arborea)

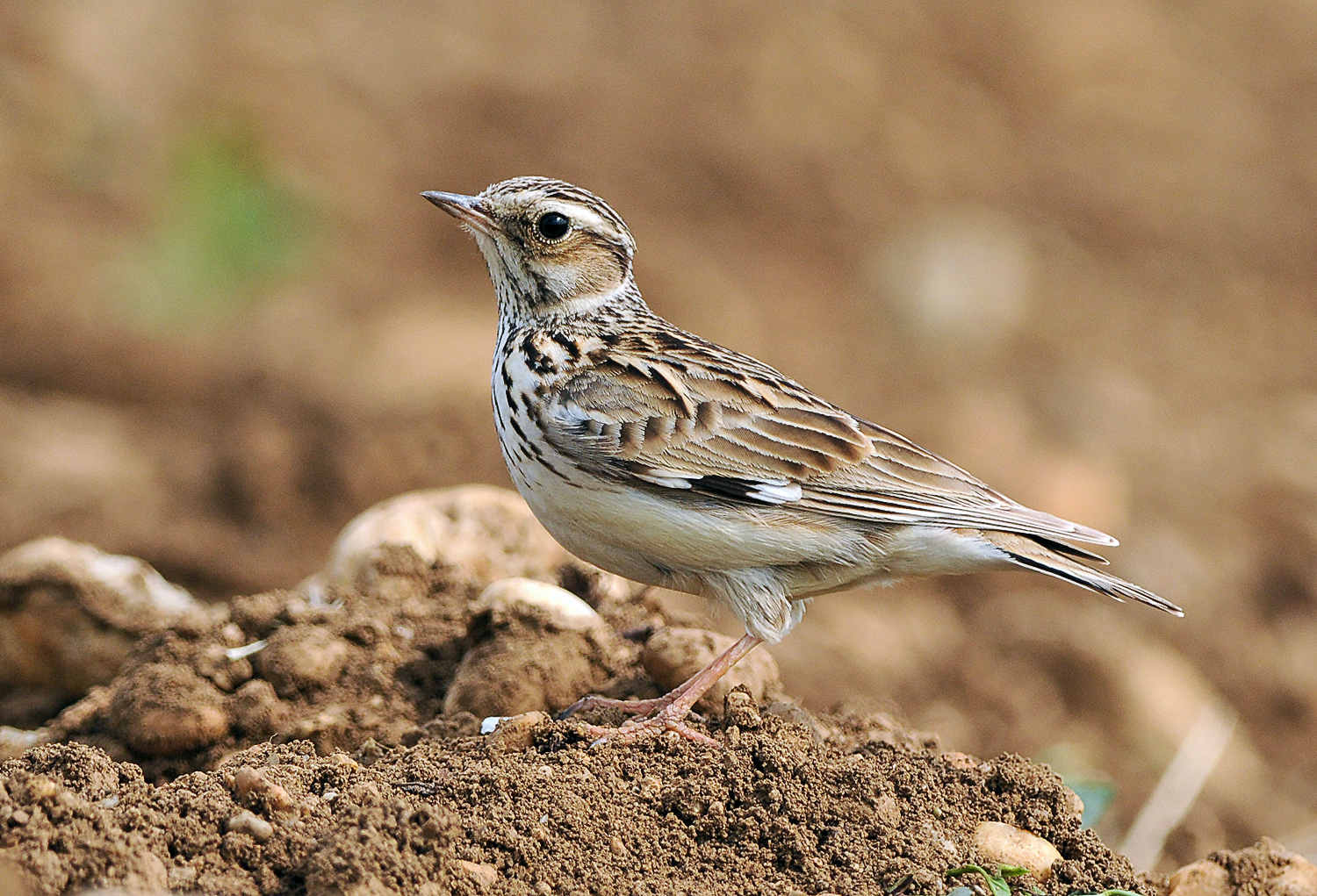
Heidelerche

Erhaltung der großflächigen Mager- und Trockenrasen sowie Heiden, Erhaltung von größeren Waldlichtungen, von Borstgrasrasen und Flügelginsterheiden, von trockenen, sonnigen, vegetationsarmen bzw. -freien Stellen, Erhaltung einer lückigen und lichten Vegetationsstruktur mit vereinzelten Büschen und Bäumen, Erhaltung von Rand- und Saumstrukturen sowie Brachland, von Sekundärlebensräumen wie aufgelassene Sand- und Kiesgruben mit flächigen Rohbodenstandorten, Erhaltung des Nahrungsangebots, insbesondere mit Insekten im Sommerhalbjahr sowie Erhaltung störungsfreier oder zumindest störungsarmer Fortpflanzungsstätten während der Fortpflanzungszeit im Zeitraum vom 15. Februar bis zum 15. August.

#### Neuntöter(Lanius collurio)
Erhaltung von extensiv bewirtschafteten Streuobst-, Grünland- und Heidegebieten, von Nieder- und Mittelhecken aus standortheimischen Arten, insbesondere dorn- oder stachelbewehrte Gehölze, Erhaltung der Streuwiesen und offenen Moorränder, Erhaltung von Einzelbäumen und Büschen in der offenen Landschaft, von Feldrainen, Graswegen, Ruderal-, Staudenfluren und Brachen, Acker- und Wiesenrandstreifen, von Sekundärlebensräumen wie aufgelassene Abbaustätten mit vorgenannten Lebensstätten sowie Erhaltung des Nahrungsangebots, insbesondere mit größeren Insekten.

#### Raufußkauz(Aegolius funereus)

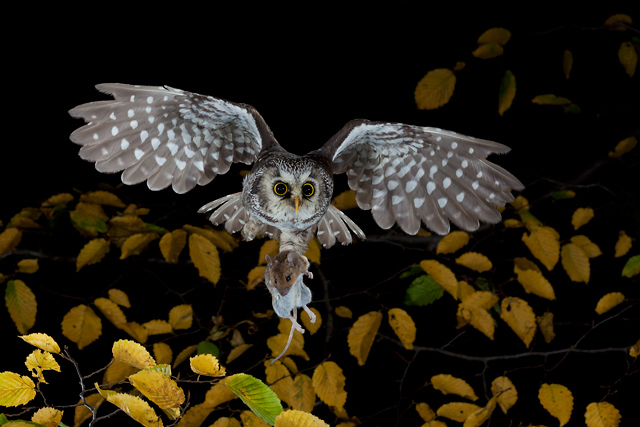
Raufußkauz

Erhaltung von strukturreichen und großflächigen Nadel- oder Mischwäldern, insbesondere buchenreichen Nadelmischwäldern, von Mosaiken aus lichten Altholzbeständen und Lichtungen sowie Stangenholz- und Dickungsbereichen, von stehendem Totholz mit großem Stammdurchmesser, Erhaltung der Bäume mit Großhöhlen sowie Erhaltung störungsfreier oder zumindest störungsarmer Fortpflanzungsstätten während der Fortpflanzungszeit vom 1. März bis zum 1. August.

#### Schwarzmilan(Milvus migrans)
Erhaltung von vielfältig strukturierten Kulturlandschaften, von lichten Waldbeständen, insbesondere Auenwäldern, von Feldgehölzen, großen Einzelbäumen und Baumreihen in der offenen Landschaft, Grünland, Altholzinseln und alten, großkronigen Bäumen mit freier Anflugmöglichkeit, insbesondere in Waldrandnähe, Erhaltung der naturnahen Fließ- und Stillgewässer, Erhaltung der Bäume mit Horsten, der Lebensräume ohne Gefahrenquellen wie nicht vogelsichere Freileitungen und Windkraftanlagen sowie Erhaltung störungsfreier oder zumindest störungsarmer Fortpflanzungsstätten während der Fortpflanzungszeit vom 1. März bis zum 15. August.

#### Schwarzspecht(Dryocopus martius)

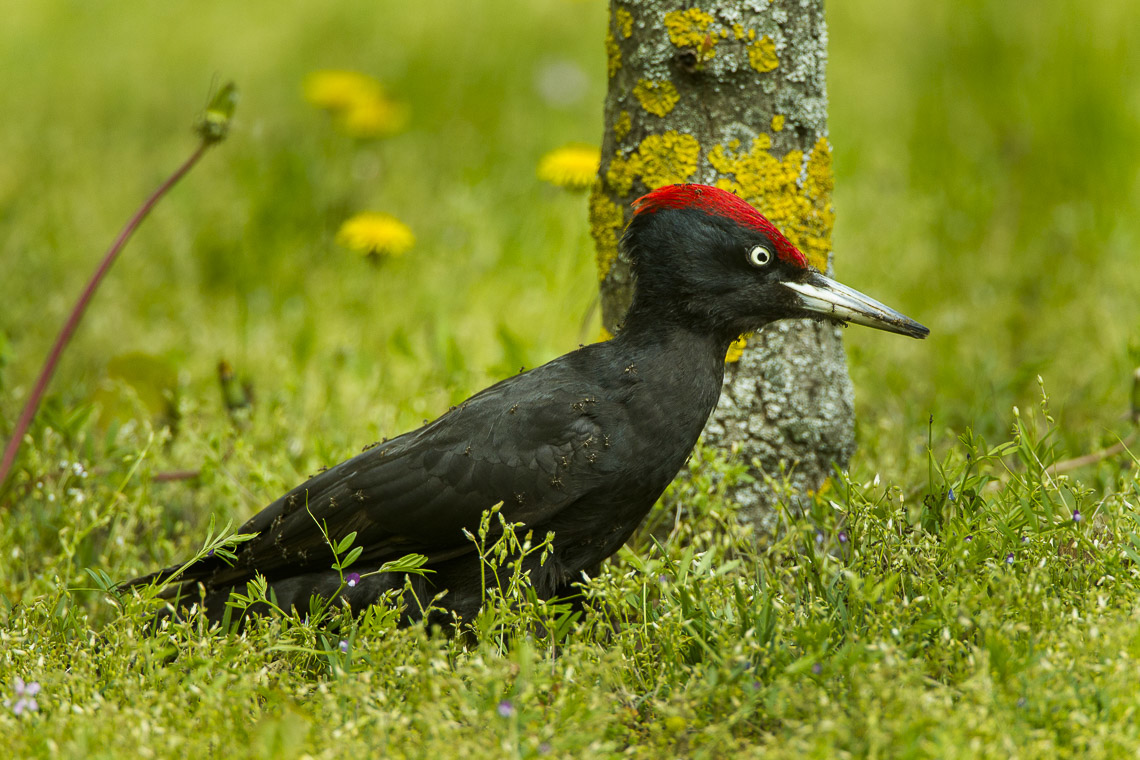
Schwarzspecht

Erhaltung von ausgedehnten Wäldern, Altbäumen und Altholzinseln, Totholz, Erhaltung der Bäume mit Großhöhlen sowie des Nahrungsangebots, insbesondere mit Ameisen.

#### Sperlingskauz(Glaucidium passerinum)
Erhaltung von strukturreichen und großflächigen Nadel- oder Mischwäldern, von Mosaiken aus lichten Altholzbeständen und Lichtungen sowie Stangenholz- und Dickungsbereichen, von Altbäumen und Altholzinseln, von Bäumen mit Höhlen, von stehendem Totholz sowie Erhaltung der natürlichen oder naturnahen Gewässer wie Bächen und Erhaltung der Moore.

#### Uhu(Bubo bubo)

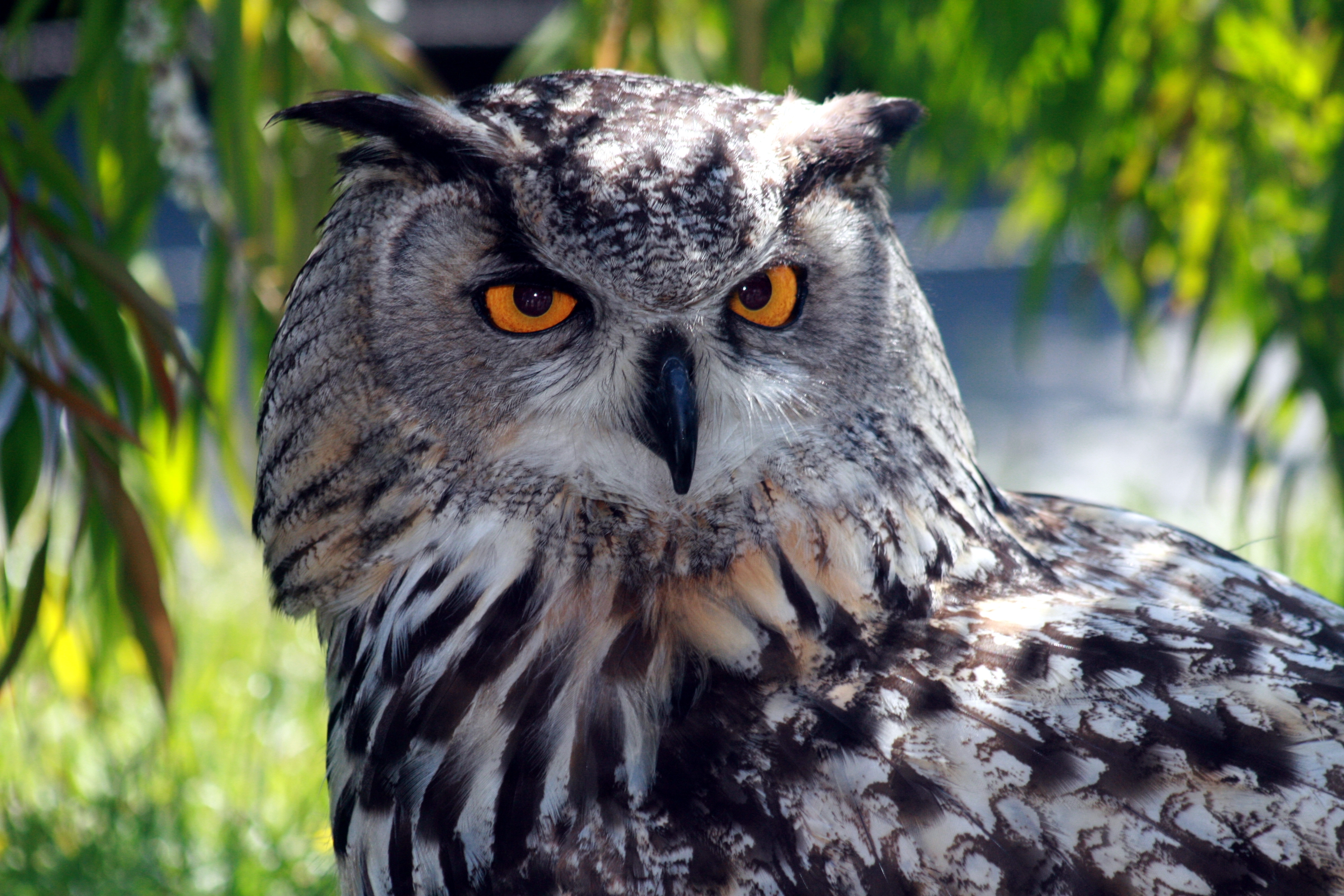
Uhu

Erhaltung der offenen Felswände und von Steinbrüchen jeweils mit Höhlen, Nischen und Felsbändern, Erhaltung von reich strukturierten Kulturlandschaften im Umfeld von vorgenannten Lebensstätten, von offenem Wiesengelände mit Heckenstreifen, Erhaltung der Lebensräume ohne Gefahrenquellen wie nicht vogelsichere Freileitungen und Windkraftanlagen sowie störungsfreier oder zumindest störungsarmer Fortpflanzungs- und Ruhestätten.

#### Wanderfalke(Falco peregrinus)
Erhaltung der offenen Felswände und von Steinbrüchen jeweils mit Höhlen, Nischen und Felsbändern, Erhaltung der Lebensräume ohne Gefahrenquellen wie nicht vogelsichere Freileitungen und ungesicherte Schornsteine sowie Erhaltung störungsfreier oder zumindest störungsarmer Fortpflanzungsstätten während der Fortpflanzung in der Zeit vom 15. Februar bis 30. Juli.

#### Wespenbussard(Pernis apivorus)

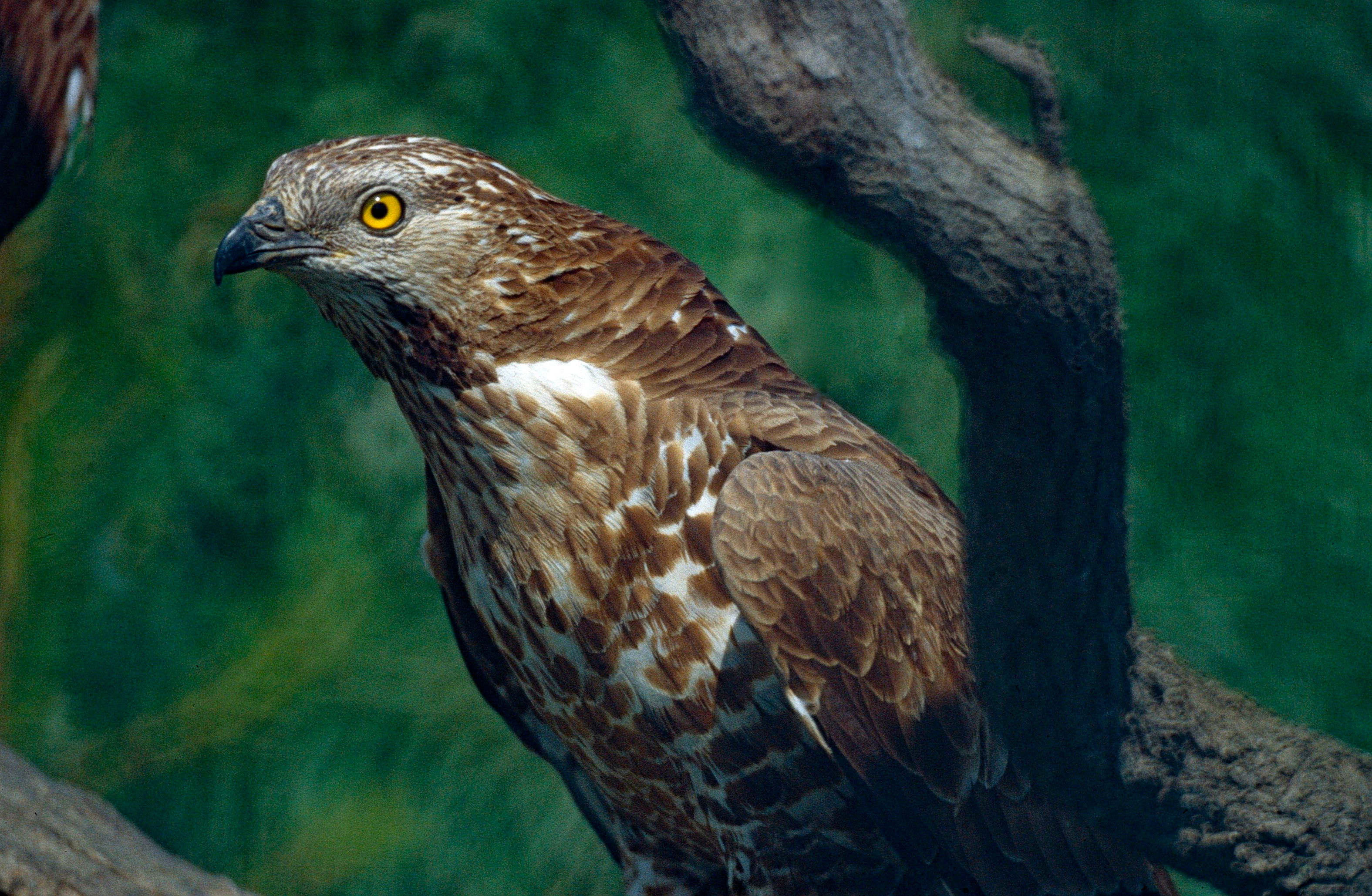
Wespenbussard

Erhaltung von vielfältig strukturierten Kulturlandschaften, lichten Laub- und Misch- sowie Kiefernwäldern, Feldgehölzen, extensiv genutztem Grünland, Altholzinseln und alten, großkronigen Bäumen mit freier Anflugmöglichkeit, Erhaltung der Magerrasen, Bäumen mit Horsten, Erhaltung des Nahrungsangebots, insbesondere mit Staaten bildenden Wespen und Hummeln sowie Erhaltung störungsfreier oder zumindest störungsarmer Fortpflanzungsstätten während der Fortpflanzungszeit vom 1. Mai bis zum 31. August.

### Zugvögel
Weitere, nicht in Anhang I aufgelistete Zugvogelarten, die im Land brüten und für die Schutzgebiete ausgewählt wurden. In diese Kategorie fallen in Baden-Württemberg insgesamt 36 Arten.

#### Baumfalke(Falco subbuteo)

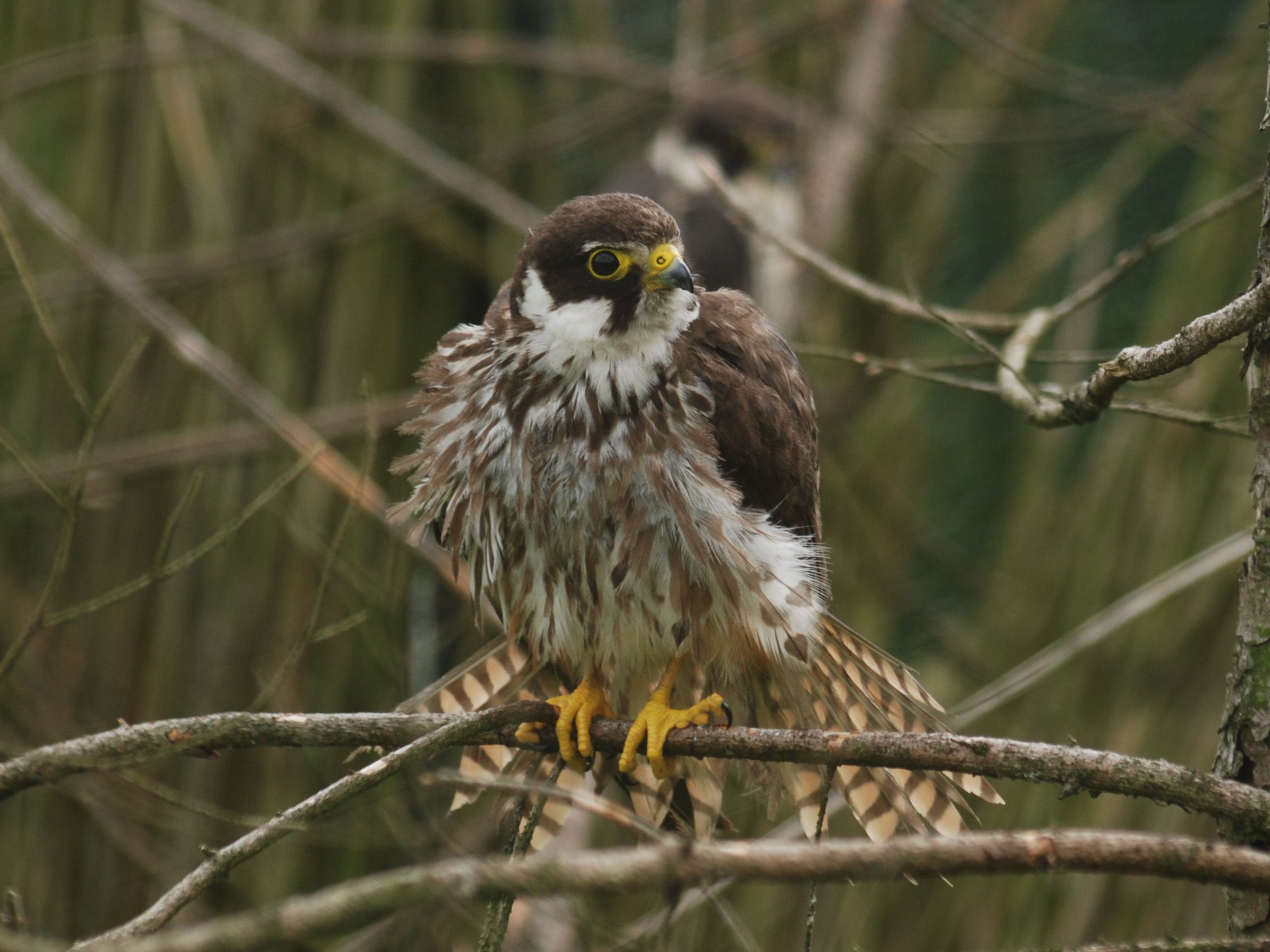
Baumfalke

Erhaltung von lichten Wäldern mit angrenzenden offenen Landschaften, von Altbäumen und Altholzinseln, von Überhältern, von Feldgehölzen oder Baumgruppen in Feldfluren oder entlang von Gewässern, von extensiv genutztem Grünland, von Gewässern mit strukturreichen Uferbereichen und Verlandungszonen, von Nistgelegenheiten wie Krähennester, des Nahrungsangebots, insbesondere mit Kleinvögeln und Großinsekten sowie störungsfreier oder zumindest störungsarmer Fortpflanzungsstätten während der Fortpflanzungszeit vom 15. April bis zum 15. September.

#### Berglaubsänger(Phylloscopus bonelli)
Erhaltung von lichten, stufig aufgebauten Waldbeständen an warmen, südexponierten, steil abfallenden Hängen mit Felspartien sowie Steinschutthalden oder Erosionsstellen mit spärlicher Strauchschicht und reichlicher Krautschicht, der Steppenheidegebiete mit spärlichem Baumbestand, wechselnder Strauchschicht und geschlossener Kurzrasendecke sowie störungsfreier oder zumindest störungsarmer Fortpflanzungsstätten während der Fortpflanzungszeit zwischen dem 15. April und dem 15. August.

#### Braunkehlchen(Saxicola rubetra)

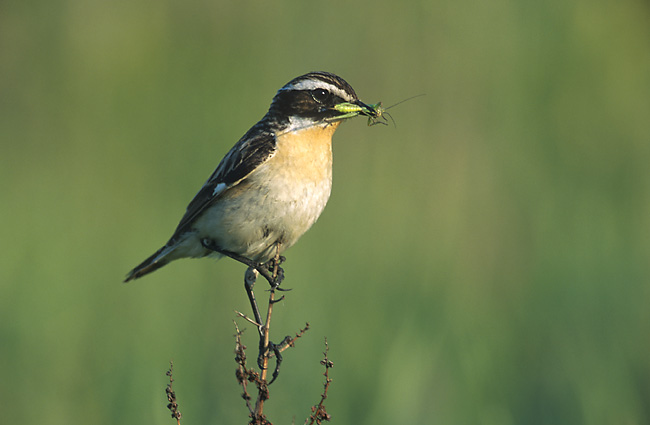
Braunkehlchen

Erhaltung von überwiegend spät gemähten extensiv bewirtschafteten Grünlandkomplexen, von Großseggenrieden, Mooren und Heiden, von Saumstreifen wie Weg- und Feldraine sowie Rand-, Altgrasstreifen, Brachen und gehölzfreien Böschungen, von vereinzelten Büschen, Hochstauden, Steinhaufen und anderen als Jagd-, Sitz- und Singwarten geeigneten Strukturen, von Sekundärlebensräumen wie aufgelassene Abbaustätten mit vorgenannten Lebensstätten, des Nahrungsangebots sowie störungsfreier oder zumindest störungsarmer Fortpflanzungsstätten während der Fortpflanzungszeit vom 1. Mai bis zum 31. August.

#### Hohltaube(Columba oenas)

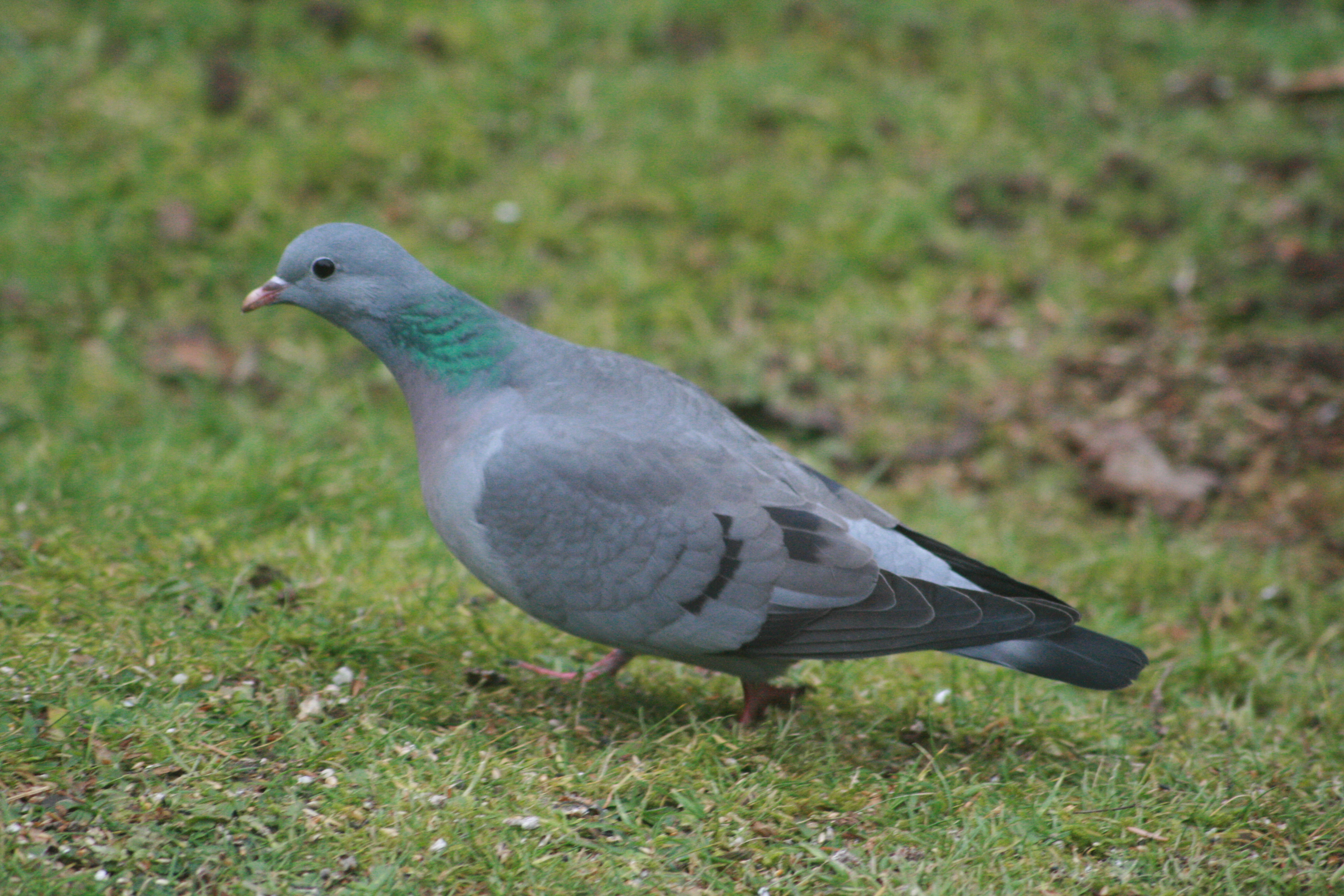
Hohltaube

Erhaltung von Laub- und Laubmischwäldern, von Altbäumen und Altholzinseln, von Bäumen mit Großhöhlen sowie Grünlandgebieten und extensiv genutzten Feldfluren mit Brachen, Ackerrandstreifen sowie wildkrautreichen Grassäumen.

#### Ringdrossel(Turdus torquatus)

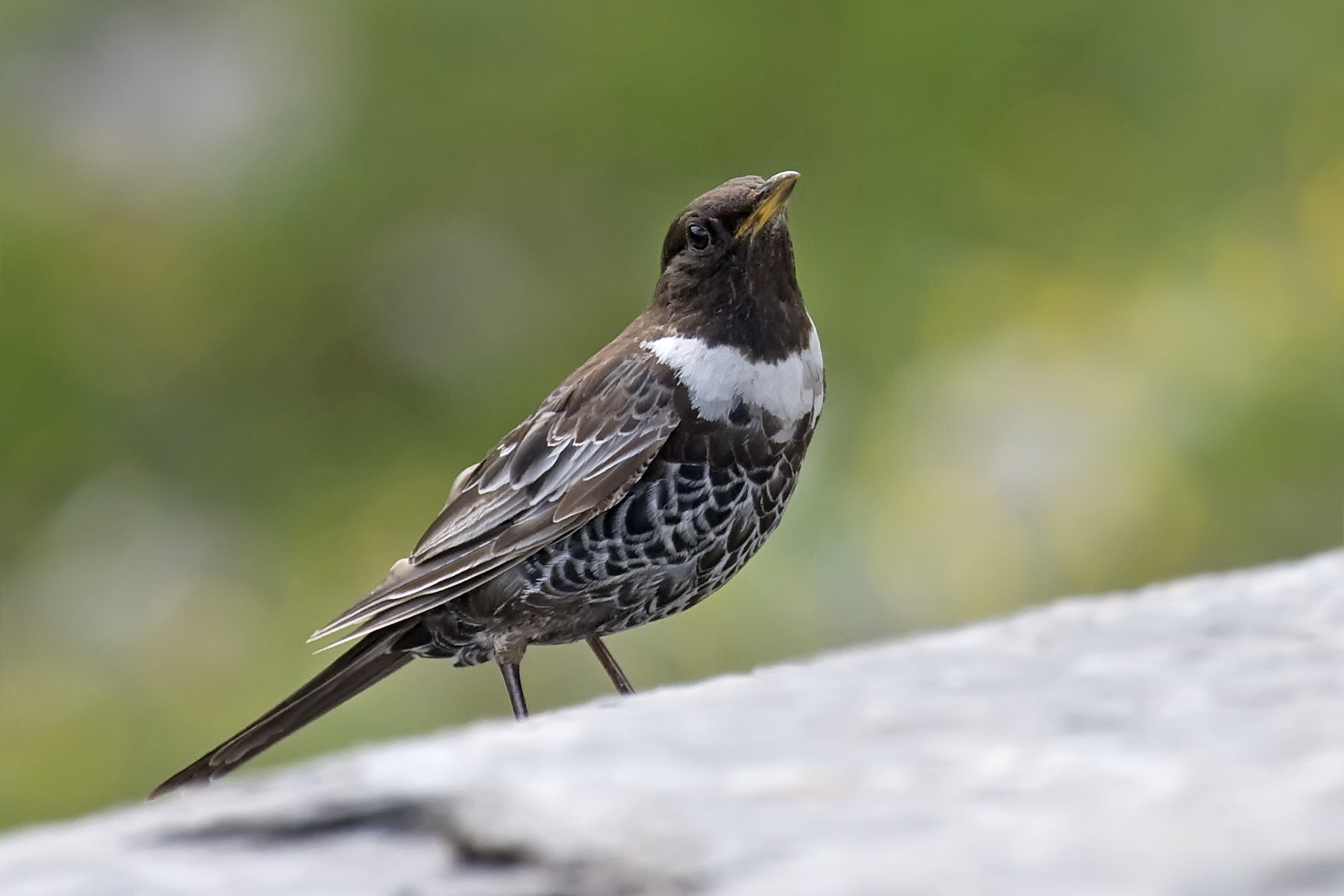
Ringdrossel

Erhaltung von strukturreichen, naturnahen und nadelholzreichen Bergwäldern, von Mosaiken aus Wald und Offenland bzw. Lichtungen, von Flächen mit baumartenreicher Sukzession, von extensiv bewirtschaftetem Grünland, insbesondere von kurzrasigen Flächen, von Waldinnen- und -außensäumen sowie Erhaltung störungsfreier oder zumindest störungsarmer Fortpflanzungsstätten während der Fortpflanzungszeit (1. April bis 31. Juli).

#### Schwarzkehlchen(Saxicola rubicola)

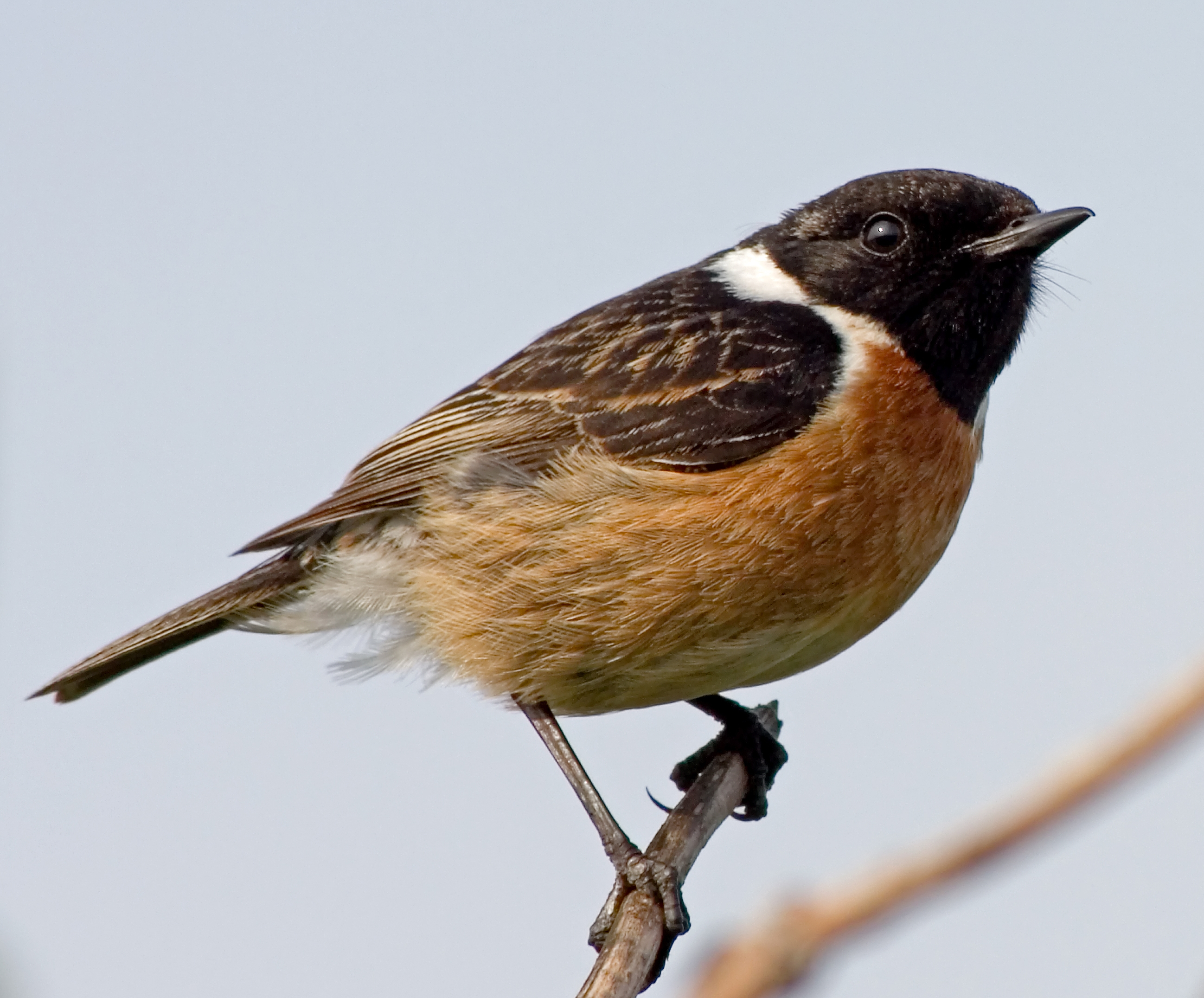
Schwarzkehlchen

Erhaltung der Heiden und Moore, der Ried- und Streuwiesen, Erhaltung von Weg- und Feldrainen, Saumstreifen, Böschungen, kleineren Feldgehölzen, unbefestigten Feldwegen, Rand- und Altgrasstreifen sowie von Brachflächen, von vereinzelten Büschen, Hochstauden, Steinhaufen und anderen als Jagd-, Sitz- und Singwarten geeigneten Strukturen, von Sekundärlebensräumen wie aufgelassene Abbaustätten mit vorgenannten Lebensstätten sowie Erhaltung des Nahrungsangebots, insbesondere mit Insekten und Spinnen.

#### Zippammer(Emberiza cia)

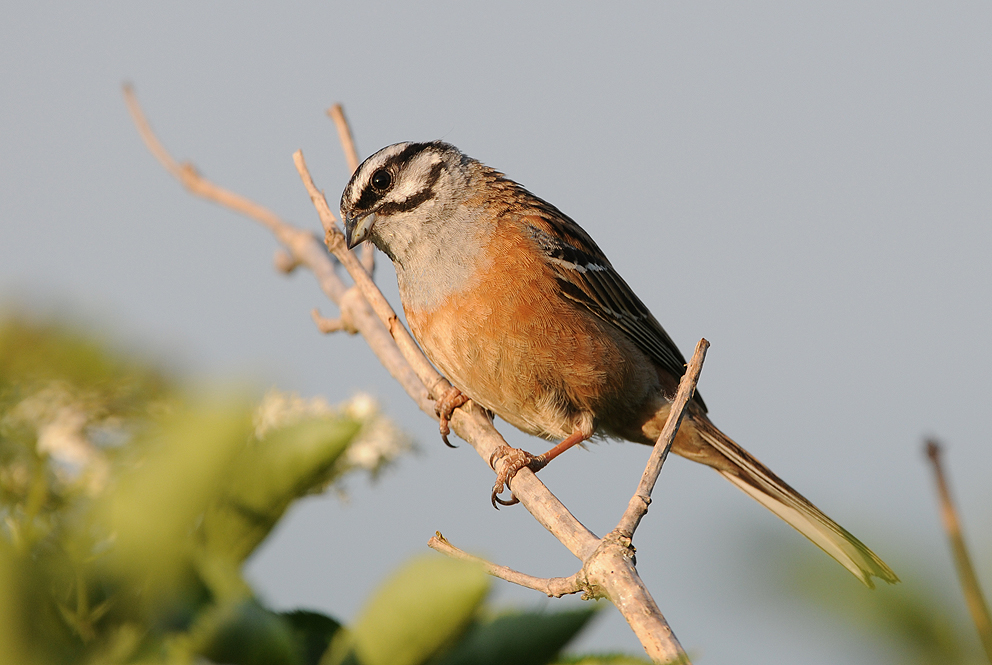
Zippammer

Erhaltung der sonnenexponierten natürlichen Felsformationen, Block- und Steinschutthalden, Erhaltung von Lichtungen und Pionierwaldstadien an süd- bis südwestexponierten Steilhängen, von frühen Sukzessionsstadien, von extensiv genutzten strukturreichen steilen Weinberghängen mit besonnten Trockenmauern oder Steinriegeln, Erhaltung eines Strukturmosaiks aus vegetationsarmen Flächen, Gebüschen, Säumen, Felsen und Steinschutthalden, Erhaltung des Nahrungsangebots, insbesondere mit Insekten für die Jungvogelaufzucht sowie Erhaltung störungsfreier oder zumindest störungsarmer Fortpflanzungsstätten während der Fortpflanzungszeit (1. April bis 15. August).

#### Zitronenzeisig(Carduelis citrinella)
Erhaltung von Mosaiken aus Wald und Offenland bzw. Lichtungen, von montanen lichten zwergstrauchreichen Waldbeständen, von isolierten Weidgehölzen und Weidfichtensolitären, von mageren Wiesengesellschaften in tieferen Lagen als Ausweichplätze bei ungünstigen Witterungslagen, von Reut- und Weidfeldern, Erhaltung der Moore, Magerrasen, Magerweiden und Feuchtwiesen sowie Erhaltung störungsfreier oder zumindest störungsarmer Fortpflanzungsstätten während der Fortpflanzungszeit (15. Februar bis 15. August).